# Gertrud Frank
Gertrud Frank (* 1937 in Stuttgart; † 1974 in Ludwigsburg) war eine deutsche Regieassistentin, Dramaturgin und Lektorin.

## Leben und Wirken
Gertrud Frank studierte Theaterwissenschaft, Germanistik, Kunstgeschichte und Philosophie an den Universitäten München und Köln. 1957 bis 1968 arbeitete sie als Regieassistentin und Dramaturgin an verschiedenen Bühnen, u. a. am Staatstheater Braunschweig.
Nach einer Tätigkeit im Verlag Ullstein/Propyläen in Berlin (1968 bis 1971) wechselte sie 1971 auf Vermittlung von Rudolf Bayr als Lektorin zum aufstrebenden Residenz Verlag nach Salzburg, dessen literarisches Programm sie in den folgenden Jahren entscheidend mitprägte. So betreute sie etwa Peter Handkes autobiographische Erzählung Wunschloses Unglück (1972), deren Titel von Frank stammt (der ursprüngliche Titel lautete Interesseloser Überdruss), und Franz Innerhofers Debütroman Schöne Tage (1974), war Lektorin von Barbara Frischmuth, Peter Rosei und Carl Zuckmayer. Elias Canetti, der 1973 im Residenz Verlag den Band Hochzeit veröffentlichte und mit dem Frank seit ihrer Zeit am Staatstheater Braunschweig bekannt war, nennt sie 1972 in einem Brief „eine alte Freundin“. Auch den späteren Büchnerpreis-Träger Walter Kappacher wollte Frank mit seinem ersten Buch für den Residenz Verlag gewinnen.

Als Leitlinie ihrer Arbeit im Residenz Verlag hat Frank formuliert:
„Qualität vor Quantität, also Erfolg, auch Verkaufserfolg, nicht durch Konzessionen an einen breiten Publikumsgeschmack, sondern durch literarische Qualität. Da wir ein österreichischer Verlag sind, hat die Förderung der zahlreichen jungen österreichischen Autoren Vorrang, ohne dabei in engen Chauvinismus zu verfallen.“
1974 erschien im Residenz Verlag die von ihr herausgegebene Anthologie Da nahm der Koch den Löffel. Ein kulinarisches Lesebuch mit Beiträgen von H. C. Artmann, Barbara Frischmuth, Günter Grass, Michael Krüger, Siegfried Unseld u. a. sowie Zeichnungen von Rudolf Hradil:
„Da ich dachte, man könne den literarischen und den kulinarischen Genuß doch verbinden, lud ich 25 Autoren, die mir auch als hervorragende Köche bekannt waren, ein, ihre gastrosophischen Kenntnisse in Form einer Geschichte, eines Gedichts oder eines Essays den Lesern zugänglich zu machen.“
 Im Oktober 1974 verstarb Gertrud Frank an den Folgen einer Krebserkrankung. Ein Nachruf von Rudolf Bayr erschien am 28. Oktober 1974 in den Salzburger Nachrichten.
Ihre Nachfolge im Lektorat des Residenz Verlags trat Anfang 1975 Jochen Jung an, der viele Autorinnen und Autoren, die Frank für den Verlag gewonnen hatte, weiter betreute. Im Verlagsalmanach wurde 1976 eine Würdigung der frühverstorbenen Lektorin veröffentlicht: „Allem offen, was geschrieben wurde, jedem zugewandt, der für diesen Verlag schrieb, hörend, wägend, ratend, gewann und hielt Gertrud Frank Freundschaft, war sie hochsensibel für Temperament und Eigenart der Autoren, die ihr dafür dankbar sind.“

## Literarische Nachwirkung
Mit dem Buch Salzburg retour (1978) hat Jutta Schutting der Lektorin ein literarisches Denkmal gesetzt: „dies ist die Geschichte des letzten Wochenendes vom Jänner 1974, welches ich, von Gertrud Frank, der damaligen Lektorin des Residenz Verlages, eingeladen, in Salzburg verbrachte, um mit ihr an Mozarts Geburts- oder Todestag ein Konzert zu besuchen“. Auch in Alois Brandstetters Erzählung Almträume (1993) wird Gertrud Frank mehrmals erwähnt.

## Veröffentlichungen
- 275 Jahre Theater in Braunschweig. Geschichte und Wirkung. Braunschweig: Staatstheater 1965. [Redaktion]
- Da nahm der Koch den Löffel. Ein kulinarisches Lesebuch. Hg. v. Gertrud Frank. Salzburg: Residenz Verlag 1974. [1977 als Taschenbuch bei dtv]
- Gertrud Frank: Für Peter Rosei. In: Die Begegnung. Autor, Verleger, Buchhändler, Leser. Jahresgruß der Buchhandlung Elwert & Meurer 10 (1974/75), S. 219–223.